# 12980 Pruetz
12980 Pruetz este o planetă minoră (asteroid) din centura de asteroizi. A fost descoperită pe 6 noiembrie 1978 la Observatorul Palomar de Eleanor F. Helin. 
Obiectul prezintă o orbită caracterizată de o semiaxă mare de 2,3079045 UAi, o excentricitate de 0,19, o înclinație de 2,3747 ° în raport cu ecliptica.